# 豐崎縣
豐崎縣（日语：／ Toyosaki ken */?）是日本於1869年為管轄過去幕府在攝津國的直屬領地及旗本領地所設立的縣，分布在現今的大阪府北部及兵庫縣東部；1869年設立之初名為攝津縣，後更名為豐崎縣，但僅存在7個月就被廢除併入兵庫縣。

## 歷史
江戶時代幕府在大阪設有大坂町奉行負責管轄周邊包括位於攝津國的幕府直屬領地及旗本領地；1868年江戶幕府結束後，新政府最初將位於攝津國除兵庫裁判所管轄外的幕府領及旗本領劃由大坂裁判所司農局管理，此後又將大坂裁判所司農局依據所在舊國位置拆分為南北兩個，位於原攝津國的部分則劃為大坂裁判所北司農局管理，1869年1月廢除大坂裁判所北司農局，改設立攝津縣接替，縣政府設於西成郡山口村（位於現在的大阪市東淀川區），同年5月更名為豐崎縣，但僅成立七個月後，在8月被廢除併入兵庫縣。
併入兵庫縣後，原屬豐崎縣的西成郡、東成郡、住吉郡於1869年9月改劃入大阪府；其餘區域除川邊郡外，其他區域在1871年的第一次府縣整併中也從兵庫縣改劃入大阪府，因此過去豐崎縣的轄區現在僅有川邊郡屬於兵庫縣，其餘區域皆屬於大阪府。

## 歴任知事
攝津縣
| 職稱       | 姓名     | 上任日期              | 卸任日期              | 備註           |
| ---------- | -------- | --------------------- | --------------------- | -------------- |
| 知事       | 陸奧宗光 | 1869年1月20日（舊曆） | 1869年5月10日（舊曆） | 原和歌山藩藩士 |
| 參考資料： |          |                       |                       |                |

豐崎縣
| 職稱       | 姓名     | 上任日期              | 卸任日期              | 備註         |
| ---------- | -------- | --------------------- | --------------------- | ------------ |
| 知事       | 陸奧宗光 | 1869年5月10日（舊曆） | 1869年6月20日（舊曆） | 前攝津縣知事 |
| 空缺       | 空缺     | 1869年6月20日（舊曆） | 1869年8月2日（舊曆）  |              |
| 參考資料： |          |                       |                       |              |